# Cầu La Tiến
Cầu La Tiến là một cây cầu bắc qua sông Luộc, nối liền huyện Hưng Hà thuộc tỉnh Thái Bình với huyện Phù Cừ thuộc tỉnh Hưng Yên, Việt Nam.
Cầu là một phần dự án tuyến đường liên tỉnh nối đường vành đai V vùng Thủ đô Hà Nội đoạn trên địa phận tỉnh Thái Bình với Quốc lộ 38B và cao tốc Hà Nội - Hải Phòng trên địa phận tỉnh Hưng Yên.
Cầu La Tiến được xây dựng vĩnh cửu bằng bê tông cốt thép, tải trọng thiết kế hoạt tải HL93. Mặt cắt ngang cầu rộng 12 m, gồm hai làn xe cơ giới và hai làn xe thô sơ. Toàn cầu có 22 nhịp, trong đó cầu chính gồm ba nhịp dầm hộp bê tông cốt thép dự ứng lực thi công bằng phương pháp đúc hẫng cân bằng; nhịp dẫn dầm SuperT giản đơn. Toàn bộ công trình có tổng chiều dài 7,8 km, trong đó cầu La Tiến dài 1.003 m, đường dẫn lên cầu phía tỉnh Thái Bình dài 5,6 km, đường dẫn phía tỉnh Hưng Yên dài 1,2 km.
Công trình có tổng mức đầu tư khoảng 680 tỷ đồng, được thực hiện bằng nguồn vốn trái phiếu Chính phủ, vốn ngân sách địa phương và nguồn vốn huy động hợp pháp khác, được khởi công xây dựng từ ngày 9 tháng 2 năm 2018, thời gian thực hiện hợp đồng là 28 tháng. Công trình được thông xe kỹ thuật ngày 28 tháng 12 năm 2019.